# Breitenbach, Bas-Rhin

Breitenbach este o comună în departamentul Bas-Rhin, Franța. În 1 ianuarie 2022 avea o populație de 675 de locuitori.